# Notopleura wilburiana
Notopleura wilburiana là một loài thực vật có hoa trong họ Thiến thảo. Loài này được (Dwyer) C.M.Taylor mô tả khoa học đầu tiên năm 2001.